# Virgen de Fátima (Asunción)
Virgen de Fátima es un barrio de la ciudad de Asunción, Paraguay, ubicado en las cercanías del río Paraguay.

## Límites
El barrio tiene como limitantes a la calle Cañadón, la Avda. Artigas y el arroyo Mburicaó.
Sus límites son:
- Al noroeste el barrio Bañado Cara Cara.
- Al noroeste el barrio Santa Rosa.
- Al sureste el barrio Virgen de la Asunción.
- Al suroeste el barrio Tablada Nueva.

## Población
Según los datos del último censo realizado por la DGEEC en el 2002, el barrio cuenta con una población total de 6.064 habitantes, la densidad poblacional es de 9.050 hab./km²

## Vías y Medios de Comunicación
Las principal vía de comunicación a este barrio es la Avda. Artigas. 